# Pseudoterpna corsicaria
Pseudoterpna corsicaria är en fjärilsart som beskrevs av Jules Pièrre Rambur 1833. Pseudoterpna corsicaria ingår i släktet Pseudoterpna och familjen mätare. Inga underarter finns listade.